# Technicolor (fisica)
In fisica, le teorie technicolor sono modelli fisici oltre il Modello Standard che affrontano la rottura della simmetria di gauge elettrodebole, il meccanismo attraverso il quale i bosoni W e Z acquisiscono la massa. Le prime teorie technicolor sono state modellate sulla cromodinamica quantistica (QCD), la teoria del "colore" dell'interazione forte, che ha ispirato il loro nome.
Invece di introdurre bosoni di Higgs elementari per spiegare i fenomeni osservati, sono stati introdotti modelli technicolor per generare dinamicamente masse per i bosoni W e Z attraverso nuove interazioni di gauge. Sebbene siano asintoticamente libere a energie molto elevate, queste interazioni devono diventare forti e confinanti (e quindi non osservabili) a energie più basse di quelle che sono state sondate sperimentalmente. Questo approccio dinamico è "naturale" ed evita problemi di trivialità quantistica e il problema della gerarchia del Modello Standard.
Tuttavia, dal 2012, con la scoperta del bosone di Higgs all'LHC presso il CERN, i modelli originali sono in gran parte scartati. Ciò nonostante, rimane una possibilità che il bosone di Higgs sia uno stato composito.
Per dare la massa ai quark e ai leptoni, i modelli technicolor o dell'Higgs composito devono essere "estesi" con ulteriori interazioni di gauge. In particolare quando modellato su QCD, il technicolor esteso è stato messo alla prova dai vincoli sperimentali sulla flavour-changing neutral current e sulle misure di precisione elettrodeboli. Le estensioni specifiche della dinamica delle particelle per technicolor o bosoni di Higgs compositi sono sconosciute.
Gran parte della ricerca nei modelli technicolor si concentra sull'esplorazione di teorie di gauge che interagiscono fortemente diverse dalla QCD, al fine di evitare alcuni di questi problemi. Un quadro particolarmente attivo è il "walking" technicolor, che esibisce un comportamento quasi conforme causato da un punto fisso infrarosso con forza appena superiore a quella necessaria per la rottura spontanea della simmetria chirale. Si sta studiando se il "walking" può accadere e portare a un accordo con misure elettrodeboli di precisione attraverso simulazioni su reticolo non perturbative.
Esperimenti al Large Hadron Collider hanno scoperto il meccanismo responsabile della rottura della simmetria elettrodebole, cioè il bosone di Higgs, con massa di circa 125 GeV/c2; tale particella non è prevista genericamente dai modelli technicolor. Tuttavia, il bosone di Higgs può essere uno stato composito, ad esempio, costituito da quark top e anti-top come nella teoria di Bardeen-Hill-Lindner. I modelli di Higgs compositi sono generalmente risolti dal punto fisso infrarosso del quark top, e possono richiedere una nuova dinamica ad energie estremamente elevate come la topcolor.